# Pseudaplatopterus scheelei
Pseudaplatopterus scheelei is een keversoort uit de familie netschildkevers (Lycidae). De wetenschappelijke naam van de soort werd in 1940 gepubliceerd door Kleine.